# بچه‌های طلاق
بچه‌های طلاق فیلمی به کارگردانی و نویسندگی تهمینه میلانی و تهیه‌کنندگی رضا بانکی و مهدی احمدی گرکانی ساخته سال ۱۳۶۸ است.
جهانبخش سلطانی، مهشید افشارزاده، پوراندخت مهیمن، آرزو احمدی، شهلا ریاحی، حمیده خیرآبادی، علی پویان، حسین کاربخش، جعفری بزرگی و ملیحه اکبری و نیما بانکی در این فیلم هنرنمایی کردند و امیر حسین بی ریا خوانندگی و آهنگسازی تیتراژ این فیلم را بر عهده داشت .  

## خلاصه داستان
یک دانشجوی رشتهٔ سینما به نام فرشته، مربی خصوصی دختر نوجوانی است به نام عاطفه، که والدینش متارکه کرده‌اند. فرشته که در جست و جوی موضوعی است برای پایان‌نامهٔ تحصیلی خود در می‌یابد که پدر عاطفه باعث شده است که دخترش وضع روحی نامساعدی پیدا کند. فرشته در پی تحقیقاتی دربارهٔ مسئله طلاق به اعضای خانواده نزدیک می‌شود و موجب می‌گردد که روابط گسسته خانواده از نو سامان بگیرد.

## جشنواره‌ها
فیلم بچه‌های طلاق در هشتمین دوره جشنواره فیلم فجر سیمرغ بلورین بهترین فیلم را دریافت کرده‌است.
همچنین این در جشنواره‌های زیر حضور داشته‌است.
- جشنواره فیلم فجر (نهمین دوره)
- جشنواره فیلم رشد (بیستمین دوره)
- جشنواره بین‌المللی فیلم‌های ایرانی در سینما متروپولیس هامبورگ
- جشنواره بین‌المللی فیلم کلکته هندوستان (هشتمین دوره)